# ロベルト・ムージル
ローベルト・ムージル （Robert Musil、1880年11月6日 - 1942年4月15日）は、オーストリアの小説家・劇作家・エッセイスト。
長編小説『特性のない男』は世界的に高い評価を受けており、しばしばジェイムズ・ジョイスの『ユリシーズ』や、マルセル・プルーストの『失われた時を求めて』と並び、20世紀前半の文学を代表する作品とみなされている。
小説については寡作であったが、多数のエッセイを発表し、特に1910年代から30年代にかけては積極的にジャーナリズムに関与した。

## 発音と表記
元々チェコから移住した家系の為、ムシル、ムジール等様々に発音され、日本の日本語訳や研究でもいくつかの異なった表記が行われているが、近年はおおむねドイツ語読みのムージルで定着していると言ってよい（本来のチェコ語の発音ではムシルである）。

## 生涯

### 出自
父アルフレートは1846年にハンガリー・バナート地方のテメシュヴァールに生まれ、後にグラーツに移住した。母ヘルミーネ・ベルガウアー Hermine Bergauer はオーバー・エースターライヒ州出身である。
アルフレートは、エンジニア、専門学校の校長を経た後、1890年からブリュン工科大学機械工学の教授、1917年には世襲貴族の称号を与えられる。ヘルミーネの祖父も、有名なエンジニアである。

### 生誕から作家となるまで

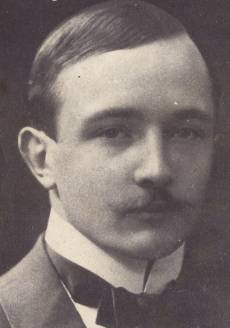
1900年

1880年11月6日、クラーゲンフルトに生まれる。幼少期をコモタウ（現チェコのホムトフ）、シュタイアー（オーバー・エースターライヒ州の都市）で過ごす。シュタイアーにはギムナジウムがなかったため、ムージルは成績優秀にもかかわらず実科学校に通った。一家は1891年にブリュンへ転居するが、そこでもやはり実科学校に通う。
ムージルにとって読むことと書くことは幼少のころから特別に際だった体験であり、ドイツ語の作文ではその長大さと巧みに盛り込まれた見解、豊麗な描写が教師を驚かせたが、自身では「綱渡り」のような興奮状態の内に書かれた文章も、読み返す段になると、「結局彼（ムージル）は転落するのだった」と日記で回想している。
ブリュンで出会った二歳年上の友人グストゥル（グスタフ）・ドーナトから性に関する知識を得るなど、早熟な少年だったムージルは、両親、特に母親との衝突と「ナポレオン的」なものへの憧れからアイゼンシュタットの陸軍初等実科学校へ進み、メーリッシュ・ヴァイスキルヒェン（チェコのフラニツェ・ナ・モラヴィェ）の陸軍上級実科学校に学んだ。やがて機械工学の道に転じてブリュン工科大学に入学。
その後再び哲学に転じると、ベルリン大学でエルンスト・マッハ研究により博士号を取得する(1908年)。しかし結局、処女作『士官候補生テルレスの惑い』(1906)で踏み出していた作家としての道を選ぶ。1905年には「特性のない男」の草案を日記に書いている。

### 作家として
その後短編集『合一』（1911）、『三人の女』（1924）、『生前の遺稿集』（1935）などを発表、客観的で透徹した認識を保ちながら、理性や言語を超えた神秘的とも言える世界を追求する。1919年、「特性のない男」の仕事に本格的に取り組み始める。

### 『特性のない男』、亡命と突然の死
ムージルの名を世界的なものにしたのは、唯一の長編にして未完の大作『特性のない男』である。第一次世界大戦直前のウィーンを舞台にしたこの小説は、1930年に第一巻（第一部、第二部）がローヴォルト社から五千部出版された。
ムージルは1931年に再びベルリンに移るものの、1933年ナチスの政権奪取後はウィーンに戻り、1938年にはスイスに亡命、この時彼の書物は発禁処分を受ける。最後はジュネーヴでこの大作の完成に心血を注ぐが、1942年シャワー室の中で脳卒中のため急死した。

## 評価
生前のムージルはけして無名の作家というわけではなかったが、小説家として寡作なこと、その作品が必ずしも大衆的ではないこと、そしてナチスによって主著が禁書目録に載せられたなどの理由によって、一時は忘れられた作家となった。
しかし1949年10月、ロンドン・タイムズ・リテラリ・サプルメントに掲載されたムージルについての紹介記事の一文（「今世紀前半のドイツ語圏の最もすぐれた小説家は、私たちに最も知られざる小説家の一人である」）を嚆矢として、アードルフ・フリゼー編集の三巻本ムージル全集（1952-57）の刊行をはじめ、世界各国での研究・翻訳がさかんに行われるようになった。

没後の評価としては、以下のようなものがある。

## 略年譜
| 1880年000000 | 11月6日午前9時、クラーゲンフルト市近郊ザンクト・ループレヒトに父アルフレートと母ヘルミーネの子として生まれる。 |
| 1900年       | 4月19日、『新ブリュン新聞』に「ヴァリエテ」掲載される。 |
| 1906年       | 10月末、『テルレス』刊行。 |
| 1908年       | 11月・12月、隔月誌『ヒュペーリオン』第六号に『魅せられた家』が掲載される。 |
| 1911年       | 4月15日、ウィーンにてマルタと結婚。5月末、『合一』および『テルレス』新版がミュンヘンのゲオルク・ミュラー出版社から刊行される。                                                                                                 |
| 1920年       | 5月1日、『メルケル』に「メロドラマ《黄道十二宮》の序幕」を発表。 |
| 1921年       | 8月22日、ジビュレン出版社が戯曲『熱狂家たち』刊行。12月、『新メルクーア』に「グリージャ」を発表。 |
| 1923年       | 2月末もしくは3月初め、『新小説』に「トンカ」を発表。11月17日、「ポルトガルの女」がローヴォルト出版社から刊行される。手刷りで200部。                                                                                            |
| 1924年       | 1月5日、三幕からなる茶番劇『ヴィンツェンツとお偉方の女友達』がローヴォルト出版社から刊行される。1月24日、「グリージャ」がポツダムのミュラー商会から刊行される。2月28日、短編集『三人の女』がローヴォルト出版社から刊行される。 |
| 1928年       | 1月、『新展望』に「黒つぐみ」が掲載される。4月8日、正式に『特性のない男』と名づけた長編小説を部分的に発表しはじめる。第八章にあたる「カカーニエン――断章」を『ターク』に発表。                                                  |
| 1930年       | 11月、『特性のない男』第一巻刊行。12月22日、ローヴォルト出版社から『テルレス』新版が刊行される。 |
| 1932年       | 12月19日、ローヴォルト出版社から『特性のない男』第二巻刊行。 |
| 1935年       | 12月半ば、チューリヒのフマーニタス出版社から小品集『生前の遺稿』刊行。実売数、数百部。 |
| 1942年       | 4月15日午後1時、ジュネーブで脳卒中に襲われ死去。 |

## 主な著作
- 士官候補生テルレスの惑い（Die Verwirrungen des Zöglings Törleß,1906）
- 合一（Vereinigungen,1911)
- 夢想家たち（Die Schwärmer,1921）……戯曲である。
- 三人の女（Drei Frauen,1924）……連作短編「トンカ」「グリージャ」「ポルトガルの女」
- 生前の遺稿集（Nachlaßzu Lebzeiten,1935）- ※「黒つぐみ」ほか
- 特性のない男(Der Mann ohne Eigenschaften)
  - 第1巻 (第1部および第2部)(1930)
  - 第2巻 (第3部途中まで）(1932)

## 主な日本語訳
- 『特性のない男』全6巻、高橋義孝、伊藤利男、円子修平ほか訳、新潮社、1964-66
- 『特性のない男』全4巻、加藤二郎、柳川成男、北野富志雄訳　河出書房新社、1965-66
  - 抜粋版『ムシル　河出版世界文学全集』1964、他は「三人の女」
- 「若いテルレスの惑い」「ヴェロニカ」「グリージャ」吉田正己訳「世界の文学」中央公論社、1966
- 「愛の完成」「静かなヴェロニカの誘惑」古井由吉訳、「三人の女」生野幸吉訳、「黒つぐみ」川村二郎訳
  - 「世界文学全集」筑摩書房、1968 /「筑摩世界文学大系64 ムージル　ブロッホ」1973
- 『ぼくの遺稿集』森田弘訳　今日の文学：晶文社、1969
- 「少年テルレスのまどい」「三人の女」生野幸吉、中島敬彦訳「世界文学全集」講談社、1970、新版1976
- 『三人の女』川村二郎訳、河出書房新社、1971 モダン・クラシックス
  - 『三人の女・黒つぐみ』川村二郎訳、岩波文庫、1991 - 改訳
- 『夢想家たち』円子修平訳、河出書房新社、1973 モダン・クラシックス
- 『愛の完成・静かなヴェロニカの誘惑』古井由吉訳、岩波文庫、1987 - 改訳
  - 『古井由吉翻訳集成　ムージル・リルケ篇[10]』築地正明解説、草思社、2024
- 『ムージル著作集』（全9巻）松籟社、1992-97　
  - 第1-6巻『特性のない男』加藤二郎訳 - 河出版を改訳　1992-95
  - 第7巻 小説集「テルレスの惑乱」鎌田道生、久山秀貞訳　1995
    - 「静かなヴェロニカの誘惑」「愛の完成」古井由吉訳
    - 「三人の女」川村二郎訳　　

  - 第8巻 「熱狂家たち」円子修平訳、「生前の遺稿」斎藤松三郎訳　1996
  - 第9巻 日記/エッセイ/書簡　田島範男、長谷川淳基、水藤龍彦訳　1997 ISBN 4879841900
- 『ムージル日記』円子修平訳、法政大学出版局、2001
- 『ムージル書簡集』円子修平編訳、国書刊行会、2002
- 『ムージル・エッセンス 魂と厳密性――エッセイ選集』円子修平ほか訳、中央大学出版部、2003 ISBN 4805751509
- 『寄宿生テルレスの混乱』丘沢静也訳、光文社古典新訳文庫、2008
- 『クラウディーネの愛　ヴェローニカの誘惑』田中一郎訳 青山ライフ出版、2011

## 伝記
- ヴィルフリート・ベルクハーン『ムジール』田島範男、伊藤寛訳 理想社、1974 (ロ・ロ・ロ伝記叢書)
- カール・コリーノ『ムージル―伝記』全3巻、法政大学出版局、2009-2015 (叢書・ウニベルシタス）

早坂七緒,北島玲子,赤司英一郎,堀田真紀子,渡辺幸子訳
- オリヴァー・プフォールマン『ローベルト・ムージル―可能性感覚の軌跡』アスパラ、2019 ISBN 978-4901022101

早坂七緒,高橋完治,渡辺幸子,満留伸一郎訳

## 研究
- アードルフ・フリゼー編『ムージル読本 別の人間を見出すための試み』加藤二郎、早坂七緒、赤司英一郎訳、法政大学出版局、1994
- 鎌田道生編『ムージル思惟する感覚』鳥影社、1995
- 古井由吉『ロベルト・ムージル』岩波書店、2008
- 北島玲子『終わりなき省察の行方 ローベルト・ムージルの小説』上智大学出版、2010
- 時田郁子『ムージルと生命の樹=Musil und der Baum des Lebens 「新しい人間」の探究』松籟社、2012